# Šempeter-Vrtojba
Šempeter-Vrtojba (en italien : San Pietro-Vertoiba) est une commune créée en 1998 et située dans la région traditionnelle du Littoral en Slovénie, juste à la frontière italienne.

## Géographie
La commune est localisée dans l'ouest de la Slovénie, à la frontière avec l'Italie dans la région dénommée Littoral slovène (Goriška). La ville italienne voisine est Gorizia.

## Histoire
Jusqu'à la fin de la Première Guerre mondiale, la localité était incorporée au district de Goritz (Gorizia) au sein du comté de Gorizia et Gradisca et le Littoral autrichien. Elle a fait partie de quatre États différents en moins de 100 ans : tout d'abord l'Empire austro-hongrois jusqu'en 1918, puis de la Vénétie julienne au sein du royaume d'Italie jusqu'en 1946, de la république fédérative socialiste de Yougoslavie jusqu'en 1991, et enfin la république de Slovénie jusqu'à nos jours.

### Villages
La commune est composée des localités de Šempeter pri Gorici et de Vrtojba.

## Démographie
Entre 1999 et 2021, la population de la commune est restée proche des 6 500 habitants,.
Évolution démographique
| 1999  | 2000  | 2001  | 2002  | 2003  | 2004  | 2005  | 2006  | 2007  |
| ----- | ----- | ----- | ----- | ----- | ----- | ----- | ----- | ----- |
| 6 338 | 6 295 | 6 291 | 6 346 | 6 411 | 6 421 | 6 438 | 6 432 | 6 473 |
| 2008  | 2009  | 2010  | 2011  | 2012  | 2013  | 2014  | 2015  | 2016  |
| 6 451 | 6 339 | 6 406 | 6 351 | 6 346 | 6 348 | 6 302 | 6 280 | 6 279 |
| 2017  | 2018  | 2019  | 2020  | 2021  |       |       |       |       |
| 6 244 | 6 168 | 6 234 | 6 292 | 6 292 |       |       |       |       |

## Naissance dans la commune
- Marko Peljhan (1969-), artiste conceptuel slovène ;
- Eva Irgl (1976-), femme politique slovène ;
- Matej Mugerli (1981-), coureur cycliste[3] ;
- Valter Birsa (1986-), footballeur international ;
- Etien Velikonja (1988-), footballeur international.
- Robert Golob (1967-), homme politique.